# Gymnastique aux Jeux asiatiques de 2010
Navigation
Édition précédente Édition suivante
La gymnastique aux Jeux asiatiques de 2010 a lieu à Canton en Chine du 13 au 26 novembre 2010.

## Programme
| Date | Heure | Épreuve |
| ---- | ----- | ------- |
|      |       |         |
|      |       |         |
|      |       |         |
|      |       |         |

## Podiums

### Gymnastique artistique

#### Hommes
| Épreuves                                        | Or                                       | Argent              | Bronze                  |
| ----------------------------------------------- | ---------------------------------------- | ------------------- | ----------------------- |
| Concours général par équipe résultats détaillés | Chine                                    | Japon               | Corée du Sud            |
| Concours général individuel résultats détaillés | Teng Haibin (CHN)                        | Lü Bo (CHN)         | Hisashi Mizutori (JPN)  |
| Sol résultats détaillés                         | Zhang Chenglong (CHN) Kim Soo-myun (KOR) | -                   | Ashish Kumar (IND)      |
| Cheval d'arçon résultats détaillés              | Teng Haibin (CHN)                        | Yan Mingyong (CHN)  | Huang Che-Kuei (TPE)    |
| Anneaux résultats détaillés                     | Chen Yibing (CHN)                        | Yan Mingyong (CHN)  | Chen Chih-Yu (TPE)      |
| Saut résultats détaillés                        | Yang Hak-seon (KOR)                      | Feng Zhe (CHN)      | Stanislav Valiyev (KAZ) |
| Barres parallèles résultats détaillés           | Feng Zhe (CHN)                           | Anton Fokin (UZB)   | Stanislav Valiyev (KAZ) |
| Barre fixe résultats détaillés                  | Zhang Chenglong (CHN)                    | Shun Kuwahara (JPN) | Teng Haibin (CHN)       |

#### Femmes
| Épreuves                                        | Or                    | Argent                | Bronze                |
| ----------------------------------------------- | --------------------- | --------------------- | --------------------- |
| Concours général par équipe résultats détaillés | CHN                   | JPN                   | UZB                   |
| Concours général individuel résultats détaillés | Sui Lu (CHN)          | Huang Qiushuang (CHN) | Rie Tanaka (JPN)      |
| Saut résultats détaillés                        | Huang Qiushuang (CHN) | Rie Tanaka (JPN)      | Momoko Ozawa (JPN)    |
| Barres asymétriques résultats détaillés         | He Kexin (CHN)        | Huang Qiushuang (CHN) | Koko Tsurumi (JPN)    |
| Poutre résultats détaillés                      | Sui Lu (CHN)          | Deng Linlin (CHN)     | Luiza Galiulina (UZB) |
| Sol résultats détaillés                         | Sui Lu (CHN)          | Mai Yamagishi (JPN)   | Jo Hyun Joo (KOR)     |

### Gymnastique rythmique
| Épreuves              | Or                                                                          | Argent                                                               | Bronze                                                        |
| --------------------- | --------------------------------------------------------------------------- | -------------------------------------------------------------------- | ------------------------------------------------------------- |
| Team                  | Kazakhstan Anna Alyabyeva Mizana Ismailova Madina Mukanova Marina Petrakova | Ouzbékistan Djamila Rakhmatova Zamirajon Sanokulova Ulyana Trofimova | Japon Riko Anakubo Natsuki Konishi Yuria Onuki Runa Yamaguchi |
| Individual all-around | Anna Alyabyeva Kazakhstan                                                   | Ulyana Trofimova Ouzbékistan                                         | Son Yeon-Jae Corée du Sud                                     |

### Trampoline
| Épreuves                              | Or                   | Argent         | Bronze                 |
| ------------------------------------- | -------------------- | -------------- | ---------------------- |
| Individuel hommes résultats détaillés | Dong Dong (CHN)      | Tu Xiao (CHN)  | Tetsuya Sotomura (JPN) |
| Individuel femmes résultats détaillés | Huang Shanshan (CHN) | He Wenna (CHN) | Ekaterina Khilko (UZB) |

## Résultats détaillés

### Gymnastique artistique

#### Hommes

##### Concours général par équipe
| Rang               | Équipe                   | Sol    | Cheval d'arçon | Anneaux | Saut   | Barres parallèles | Barre fixe | Total   |
| ------------------ | ------------------------ | ------ | -------------- | ------- | ------ | ----------------- | ---------- | ------- |
| Médaille d'or      | Chine                    | 59.700 | 58.200         | 62.300  | 64.450 | 61.900            | 61.950     | 368.500 |
| Médaille d'or      | Chen Yibing              | –      | 13.700         | 16.200  | 16.100 | –                 | 14.200     | 368.500 |
| Médaille d'or      | Feng Zhe                 | 14.900 | –              | –       | 16.400 | 15.950            | 15.400     | 368.500 |
| Médaille d'or      | Lu Bo                    | 14.750 | 13.650         | 15.400  | 15.900 | 15.250            | 15.000     | 368.500 |
| Médaille d'or      | Teng Haibin              | 14.700 | 15.550         | 14.750  | 15.800 | 15.500            | 15.450     | 368.500 |
| Médaille d'or      | Yan Mingyong             | –      | 14.500         | 15.950  | –      | 15.100            | –          | 368.500 |
| Médaille d'or      | Zhang Chenglong          | 15.350 | 14.450         | –       | 16.050 | 15.200            | 16.100     | 368.500 |
| Médaille d'argent  | Japon                    | 58.050 | 55.600         | 60.000  | 62.650 | 59.800            | 61.400     | 357.500 |
| Médaille d'argent  | Ryosuke Baba             | –      | 11.250         | 14.500  | 15.800 | –                 | 14.750     | 357.500 |
| Médaille d'argent  | Ryotaka Deguchi          | 14.400 | 14.950         | –       | –      | 14.550            | –          | 357.500 |
| Médaille d'argent  | Shun Kuwahara            | 14.400 | –              | 14.650  | 15.500 | 15.450            | 15.700     | 357.500 |
| Médaille d'argent  | Hisashi Mizutori         | 14.550 | 14.000         | 15.350  | 15.850 | 14.750            | 15.750     | 357.500 |
| Médaille d'argent  | Takuya Nakase            | 13.650 | 14.050         | 15.050  | 15.300 | 14.450            | 14.700     | 357.500 |
| Médaille d'argent  | Kyoichi Watanabe         | 14.700 | 12.600         | 14.950  | 15.500 | 15.050            | 15.200     | 357.500 |
| Médaille de bronze | Corée du Sud             | 58.650 | 56.300         | 58.500  | 63.950 | 58.100            | 57.450     | 352.950 |
| Médaille de bronze | Kim Hee Hoon             | 14.300 | 14.550         | 14.200  | 16.050 | –                 | 11.750     | 352.950 |
| Médaille de bronze | Kim Ji-Hoon              | 14.450 | 14.500         | –       | 15.600 | 14.350            | 15.900     | 352.950 |
| Médaille de bronze | Kim Soo-Myun             | 15.250 | 13.750         | 13.450  | 15.750 | 14.450            | 15.100     | 352.950 |
| Médaille de bronze | Sin Seob                 | –      | 13.500         | 14.750  | –      | 14.000            | 13.000     | 352.950 |
| Médaille de bronze | Yang Hak-Seon            | 14.050 | –              | 14.050  | 16.400 | 13.550            | –          | 352.950 |
| Médaille de bronze | Yoo Won-Chul             | 14.650 | 13.050         | 15.500  | 15.750 | 15.300            | 13.450     | 352.950 |
| 4                  | Kazakhstan               | 56.250 | 54.400         | 58.100  | 63.350 | 56.550            | 55.050     | 343.700 |
| 4                  | Stepan Gorbachev         | 14.250 | 13.050         | 14.000  | 15.750 | 14.500            | 14.450     | 343.700 |
| 4                  | Timur Kurbanbayev        | –      | –              | 15.250  | 14.800 | –                 | 11.900     | 343.700 |
| 4                  | Maxim Petrishko          | 13.900 | 13.600         | –       | –      | 12.300            | –          | 343.700 |
| 4                  | Ildar Valeyev            | –      | 13.750         | 14.750  | –      | 15.400            | 14.400     | 343.700 |
| 4                  | Stanislav Valiyev        | 14.000 | 13.200         | 14.100  | 16.400 | 12.700            | –          | 343.700 |
| 4                  | Yernar Yerimbetov        | 14.100 | 13.850         | 13.450  | 16.400 | 13.950            | 14.300     | 343.700 |
| 5                  | Ouzbékistan              | 56.250 | 54.550         | 53.850  | 60.050 | 56.550            | 55.100     | 336.350 |
| 5                  | Anton Fokin              | 14.100 | 14.500         | 14.700  | 15.500 | 15.500            | 14.600     | 336.350 |
| 5                  | Otabek Masharipov        | 14.350 | 11.950         | 13.350  | –      | 13.550            | 13.400     | 336.350 |
| 5                  | Daulet Narmetov          | 13.350 | 14.250         | 12.800  | 14.450 | –                 | –          | 336.350 |
| 5                  | Ivan Olushev             | 13.650 | 12.500         | 12.250  | 15.000 | 13.250            | 11.900     | 336.350 |
| 5                  | Ravshanbek Osimov        | –      | –              | 13.000  | 14.600 | 14.250            | 13.650     | 336.350 |
| 5                  | Eduard Shaulov           | 14.150 | 13.300         | –       | 14.950 | 13.050            | 13.450     | 336.350 |
| 6                  | Viêt Nam                 | 53.600 | 53.300         | 56.600  | 59.850 | 53.800            | 52.650     | 333.850 |
| 6                  | Dang Nam                 | 14.200 | 12.000         | 13.200  | 15.900 | 13.750            | 12.700     | 333.850 |
| 6                  | Hau Trung Linh           | –      | 9.750          | 12.300  | 14.700 | –                 | –          | 333.850 |
| 6                  | Hoang Cuong              | 14.200 | 11.800         | –       | 15.400 | 14.550            | 13.450     | 333.850 |
| 6                  | Nguyen Hathanh           | 14.300 | –              | –       | 15.350 | 14.850            | 12.950     | 333.850 |
| 6                  | Pham Phuoc Hung          | 14.100 | 13.200         | 14.650  | –      | 15.250            | 13.650     | 333.850 |
| 6                  | Truong Minh Sang         | 13.300 | 13.650         | 13.250  | 13.900 | 12.800            | 13.200     | 333.850 |
| 7                  | Chinese Taipei           | 53.600 | 53.300         | 56.600  | 59.850 | 53.800            | 52.650     | 329.800 |
| 7                  | Chen Chih-Yu             | 14.250 | 11.500         | 15.750  | 14.250 | 13.450            | 12.900     | 329.800 |
| 7                  | Hsu Ping Chien           | –      | 14.150         | 13.700  | –      | 13.950            | 13.800     | 329.800 |
| 7                  | Huang Che Kuei           | –      | 14.600         | –       | 14.700 | 13.650            | 12.650     | 329.800 |
| 7                  | Huang Hsien              | 12.500 | –              | 13.900  | 15.450 | –                 |            | 329.800 |
| 7                  | Lu Yan Ting              | 13.200 | 11.600         | 13.250  | 14.050 | 11.950            | 13.300     | 329.800 |
| 7                  | Tu Yu-Chen               | 13.650 | 12.950         | 12.800  | 15.450 | 12.750            | 11.800     | 329.800 |
| 8                  | Iran                     | 55.600 | 50.400         | 56.700  | 60.450 | 53.900            | 51.550     | 328.600 |
| 8                  | Amir Azami               | 13.400 | 11.400         | 14.300  | 14.350 | 13.100            | 11.900     | 328.600 |
| 8                  | Vahid Izadfar            | –      | 13.000         | 13.400  | 15.250 | –                 | –          | 328.600 |
| 8                  | Hadi Nejad               | 14.100 | 12.700         | 15.350  | 14.650 | 12.750            | 12.350     | 328.600 |
| 8                  | Ehsan Khodadaditirkolaei | 13.750 | –              | 13.650  | 14.600 | 13.550            | 13.400     | 328.600 |
| 8                  | Mohammad Ramezannpour    | 14.350 | 13.300         | 13.200  | 15.950 | 13.350            | 12.900     | 328.600 |
| 8                  | Younes Zeyghami          | 12.050 | –              | –       | 10.650 | 13.900            | 12.900     | 328.600 |

##### Concours général individuel
| Rang               | Gymnaste                    | Sol    | Cheval d'arçon | Anneaux | Saut   | Barres parallèles | Barre fixe | Total  |
| ------------------ | --------------------------- | ------ | -------------- | ------- | ------ | ----------------- | ---------- | ------ |
| Médaille d'or      | Teng Haibin (CHN)           | 14.500 | 15.300         | 14.950  | 15.650 | 15.550            | 15.150     | 91.100 |
| Médaille d'argent  | Lu Bo (CHN)                 | 14.600 | 14.350         | 15.500  | 15.450 | 15.050            | 14.900     | 89.850 |
| Médaille de bronze | Hisashi Mizutori (JPN)      | 14.700 | 13.900         | 15.000  | 15.650 | 14.800            | 15.650     | 89.700 |
| 4                  | Kim Soo-Myun (KOR)          | 14.700 | 15.100         | 14.000  | 15.850 | 14.100            | 15.000     | 88.750 |
| 5                  | Yoo Won-Chul (KOR)          | 14.350 | 12.950         | 15.350  | 15.550 | 15.450            | 14.750     | 88.400 |
| 6                  | Takuya Nakase (JPN)         | 13.100 | 13.050         | 15.100  | 16.000 | 15.400            | 15.400     | 88.050 |
| 7                  | Stepan Gorbachev (KAZ)      | 13.950 | 13.650         | 14.050  | 15.550 | 14.600            | 14.100     | 85.900 |
| 8                  | Shek Wai Hung (HKG)         | 14.150 | 13.100         | 13.050  | 16.000 | 14.800            | 13.350     | 84.450 |
| 9                  | Chen Chih-Yu (TPE)          | 14.000 | 12.600         | 15.350  | 14.100 | 13.500            | 12.800     | 82.350 |
| 10                 | Mohammad Ramezannpour (IRN) | 13.900 | 12.350         | 13.250  | 15.800 | 13.800            | 12.950     | 82.050 |
| 11                 | Minh Sang Truong (VIE)      | 13.200 | 13.900         | 13.400  | 13.800 | 13.950            | 13.250     | 81.500 |
| 12                 | Mahmood Al Sadi (QAT)       | 12.750 | 13.000         | 13.700  | 14.750 | 13.400            | 13.200     | 80.800 |
| 13                 | Tu Yu-Chen (TPE)            | 13.350 | 12.600         | 12.600  | 15.350 | 12.750            | 13.000     | 79.650 |
| 14                 | Amir Azami (IRN)            | 12.800 | 11.800         | 14.350  | 14.550 | 13.150            | 12.650     | 79.300 |
| 14                 | Ivan Olushev (UZB)          | 13.000 | 12.300         | 12.450  | 15.250 | 13.850            | 12.450     | 79.300 |
| 16                 | Ahmed Al Dyani (QAT)        | 13.150 | 13.150         | 12.000  | 13.100 | 13.650            | 13.150     | 78.200 |
| 16                 | Weena Chokpaoumpai (THA)    | 14.200 | 8.750          | 13.800  | 15.200 | 13.800            | 12.450     | 78.200 |
| 18                 | Erdenebold Ganbat (MGL)     | 13.400 | 10.500         | 13.350  | 15.200 | 12.750            | 12.400     | 77.600 |
| 19                 | Kittipong Yudee (THA)       | 13.350 | 12.750         | 12.950  | 13.100 | 13.400            | 11.600     | 77.150 |
| 20                 | Ng Kiu Chung (HKG)          | 13.150 | 11.450         | 14.250  | 14.400 | 11.950            | 10.450     | 75.650 |
| 21                 | Anton Fokin (UZB)           | 13.800 | 14.450         | 14.450  | 0.000  | 15.050            | 14.350     | 72.850 |
| 22                 | Abdulaziz Aljohani (KSA)    | 13.100 | 9.200          | 10.500  | 13.650 | 11.700            | 10.050     | 68.200 |
| 23                 | Ashish Kumas (IND)          | 14.700 | 10.200         | 13.550  | 0.000  | 14.200            | 12.100     | 64.750 |
| 24                 | Wan Foong Lum (MAS)         |        |                |         | 0.000  |                   |            | 0.000  |

##### Sol
| Rang               | Gymnaste                | Score D | Score E | Pén.  | Total  |
| ------------------ | ----------------------- | ------- | ------- | ----- | ------ |
| Médaille d'or      | Zhang Chenglong (CHN)   | 6.400   | 9.000   |       | 15.400 |
| Médaille d'or      | Kim Soo-Myun (KOR)      | 6.600   | 8.800   |       | 15.400 |
| Médaille de bronze | Ashish Kumar (IND)      | 6.300   | 8.625   |       | 14.925 |
| 4                  | Feng Zhe (CHN)          | 6.100   | 8.800   |       | 14.900 |
| 5                  | Hisashi Mizutori (JPN)  | 6.200   | 8.625   |       | 14.825 |
| 6                  | Yoo Won-Chul (KOR)      | 5.800   | 8.775   | 0.300 | 14.275 |
| 7                  | Otabek Masharipov (UZB) | 5.500   | 8.500   |       | 14.000 |
| 8                  | Ryotaka Deguchi (JPN)   | 5.900   | 7.525   |       | 13.425 |

##### Cheval d'arçon
| Rang               | Gymnaste              | Score D | Score E | Pén. | Total  |
| ------------------ | --------------------- | ------- | ------- | ---- | ------ |
| Médaille d'or      | Teng Haibin (CHN)     | 6.400   | 8.975   |      | 15.375 |
| Médaille d'argent  | Yan Mingyong (CHN)    | 5.800   | 8.925   |      | 14.725 |
| Médaille de bronze | Huang Che Kuei (TPE)  | 6.300   | 8.400   |      | 14.700 |
| 4                  | Ryotaka Deguchi (JPN) | 6.300   | 8.200   |      | 14.500 |
| 5                  | Kim Hee Hoon (KOR)    | 5.300   | 8.475   |      | 13.775 |
| 6                  | Kim Ji-Hoon (KOR)     | 6.000   | 7.550   |      | 13.550 |
| 7                  | Anton Fokin (UZB)     | 5.900   | 7.425   |      | 13.325 |
| 8                  | Daulet Narmetov (UZB) | 5.900   | 7.175   |      | 13.075 |

##### Anneaux
| Rang               | Gymnaste           | Score D | Score E | Pén. | Total |
| ------------------ | ------------------ | ------- | ------- | ---- | ----- |
| Médaille d'or      | Chen Yibing (CHN)  |         |         |      |       |
| Médaille d'argent  | Yan Mingyong (CHN) |         |         |      |       |
| Médaille de bronze | Chen Chih-Yu (TPE) |         |         |      |       |
| 4                  | ????? (???)        |         |         |      |       |
| 5                  | ????? (???)        |         |         |      |       |
| 6                  | ????? (???)        |         |         |      |       |
| 7                  | ????? (???)        |         |         |      |       |
| 8                  | ????? (???)        |         |         |      |       |

##### Saut
| Rang               | Gymnaste    | Saut 1  | Saut 1  | Saut 1 | Saut 1  | Saut 2  | Saut 2  | Saut 2 | Saut 2  | Total |
| Rang               | Gymnaste    | Score D | Score E | Pén.   | Score 1 | Score D | Score E | Pén.   | Score 2 | Total |
| ------------------ | ----------- | ------- | ------- | ------ | ------- | ------- | ------- | ------ | ------- | ----- |
| Médaille d'or      | ????? (???) |         |         |        |         |         |         |        |         |       |
| Médaille d'argent  | ????? (???) |         |         |        |         |         |         |        |         |       |
| Médaille de bronze | ????? (???) |         |         |        |         |         |         |        |         |       |
| 4                  | ????? (???) |         |         |        |         |         |         |        |         |       |
| 5                  | ????? (???) |         |         |        |         |         |         |        |         |       |
| 6                  | ????? (???) |         |         |        |         |         |         |        |         |       |
| 7                  | ????? (???) |         |         |        |         |         |         |        |         |       |
| 8                  | ????? (???) |         |         |        |         |         |         |        |         |       |
| Rang               | Gymnaste    | Saut 1  | Saut 1  | Saut 1 | Saut 1  | Saut 2  | Saut 2  | Saut 2 | Saut 2  | Total |

##### Barres parallèles
| Rang               | Gymnaste    | Score D | Score E | Pén. | Total |
| ------------------ | ----------- | ------- | ------- | ---- | ----- |
| Médaille d'or      | ????? (???) |         |         |      |       |
| Médaille d'argent  | ????? (???) |         |         |      |       |
| Médaille de bronze | ????? (???) |         |         |      |       |
| 4                  | ????? (???) |         |         |      |       |
| 5                  | ????? (???) |         |         |      |       |
| 6                  | ????? (???) |         |         |      |       |
| 7                  | ????? (???) |         |         |      |       |
| 8                  | ????? (???) |         |         |      |       |

##### Barre fixe
| Rang               | Gymnaste    | Score D | Score E | Pén. | Total |
| ------------------ | ----------- | ------- | ------- | ---- | ----- |
| Médaille d'or      | ????? (???) |         |         |      |       |
| Médaille d'argent  | ????? (???) |         |         |      |       |
| Médaille de bronze | ????? (???) |         |         |      |       |
| 4                  | ????? (???) |         |         |      |       |
| 5                  | ????? (???) |         |         |      |       |
| 6                  | ????? (???) |         |         |      |       |
| 7                  | ????? (???) |         |         |      |       |
| 8                  | ????? (???) |         |         |      |       |

#### Femmes

##### Concours général par équipe
| Rang               | Équipe             | Saut   | Barres asymétriques | Poutre | Sol    | Total   |
| ------------------ | ------------------ | ------ | ------------------- | ------ | ------ | ------- |
| Médaille d'or      | Chine              | 59.450 | 61.300              | 57.700 | 55.700 | 234.150 |
| Médaille d'or      | Deng Linlin        | 14.350 | –                   | 14.650 | –      | 234.150 |
| Médaille d'or      | He Kexin           | –      | 16.100              | –      | 13.700 | 234.150 |
| Médaille d'or      | Huang Qiushuang    | 15.300 | 15.850              | 13.950 | 13.900 | 234.150 |
| Médaille d'or      | Jiang Yuyuan       | 14.850 | 14.400              | 13.450 | 13.050 | 234.150 |
| Médaille d'or      | Sui Lu             | 13.700 | 14.050              | 15.300 | 14.500 | 234.150 |
| Médaille d'or      | Yang Yilin         | 14.950 | 14.950              | 13.800 | 13.600 | 234.150 |
| Médaille d'argent  | Japon              | 57.950 | 57.150              | 56.500 | 51.650 | 223.250 |
| Médaille d'argent  | Kyoko Oshima       | 13.950 | 14.150              | 13.500 | 13.000 | 223.250 |
| Médaille d'argent  | Momoko Ozawa       | 15.050 | 11.350              | –      | 11.650 | 223.250 |
| Médaille d'argent  | Yuko Shintake      | –      | 14.200              | 14.250 | –      | 223.250 |
| Médaille d'argent  | Rie Tanaka         | 14.750 | 14.350              | 14.000 | 13.350 | 223.250 |
| Médaille d'argent  | Koko Tsurumi       | 13.850 | 14.450              | 13.900 | 11.950 | 223.250 |
| Médaille d'argent  | Mai Yamagishi      | 14.200 | –                   | 14.350 | 13.350 | 223.250 |
| Médaille de bronze | Ouzbékistan        | 53.750 | 50.750              | 53.050 | 50.400 | 207.950 |
| Médaille de bronze | Darya Elizarova    | 13.700 | 13.550              | 13.600 | 13.300 | 207.950 |
| Médaille de bronze | Luiza Galiulina    | 13.300 | 13.300              | 14.250 | 12.950 | 207.950 |
| Médaille de bronze | Yuliya Goreva      | 13.200 | –                   | –      | 11.800 | 207.950 |
| Médaille de bronze | Diana Karimdjanova | –      | 11.750              | 12.400 | –      | 207.950 |
| Médaille de bronze | Asal Saparbaeva    | 12.900 | 11.850              | 12.200 | 12.350 | 207.950 |
| Médaille de bronze | Irina Volodchenko  | 13.550 | 12.050              | 12.800 | 11.350 | 207.950 |
| 4                  | Corée du Sud       | 55.950 | 51.800              | 51.250 | 47.850 | 206.850 |
| 4                  | Eum Eunhui         | –      | 11.850              | –      | –      | 206.850 |
| 4                  | Jo Hyun Joo        | 14.750 | 12.650              | 12.150 | 12.800 | 206.850 |
| 4                  | Kim Ye Eun         | 13.700 | 12.500              | 12.000 | 10.800 | 206.850 |
| 4                  | Moon Eunmee        | 13.100 | –                   | 13.550 | 12.050 | 206.850 |
| 4                  | Park Eun Kyung     | 13.750 | 13.200              | 12.500 | 11.850 | 206.850 |
| 4                  | Park Ji Yeon       | 13.750 | 13.450              | 13.050 | 11.150 | 206.850 |

##### Concours général individuel
| Rang               | Gymnaste                  | Saut   | Barres asymétriques | Poutre | Sol    | Total  |
| ------------------ | ------------------------- | ------ | ------------------- | ------ | ------ | ------ |
| Médaille d'or      | Sui Lu (CHN)              | 14.100 | 14.150              | 15.350 | 14.800 | 58.400 |
| Médaille d'argent  | Huang Qiushuang (CHN)     | 15.150 | 14.150              | 14.250 | 14.500 | 58.050 |
| Médaille de bronze | Rie Tanaka (JPN)          | 14.550 | 13.700              | 13.100 | 13.500 | 54.850 |
| 4                  | Darya Elizarova (UZB)     | 13.800 | 13.550              | 13.350 | 13.800 | 54.500 |
| 5                  | Luiza Galiulina (UZB)     | 12.850 | 13.200              | 13.650 | 13.200 | 52.900 |
| 6                  | Kyoko Oshima (JPN)        | 13.600 | 12.900              | 13.400 | 12.450 | 52.350 |
| 7                  | Park Ji Yeon (KOR)        | 12.700 | 13.350              | 13.050 | 13.050 | 52.150 |
| 8                  | Do Thi Ngan Thuong (VIE)  | 13.850 | 11.650              | 12.750 | 13.450 | 51.700 |
| 9                  | Kim Ye Eun (KOR)          | 13.900 | 12.000              | 12.950 | 12.550 | 51.400 |
| 10                 | Ang Tracie (MAS)          | 13.800 | 12.250              | 12.400 | 12.700 | 51.150 |
| 11                 | Wong Hiu (HKG)            | 14.050 | 10.800              | 11.150 | 12.700 | 48.700 |
| 12                 | Heem Lim (SIN)            | 13.250 | 12.350              | 9.500  | 12.350 | 47.450 |
| 13                 | Mananchaya Senklang (THA) | 12.700 | 9.550               | 12.050 | 11.350 | 45.650 |
| 14                 | Aljazy Al Habshi (QAT)    | 12.550 | 8.900               | 10.200 | 10.250 | 41.900 |
| 15                 | Oon Khoo (SIN)            | 11.550 | 9.400               | 9.550  | 10.900 | 41.400 |

##### Saut
| Rang               | Gymnaste    | Saut 1  | Saut 1  | Saut 1 | Saut 1  | Saut 2  | Saut 2  | Saut 2 | Saut 2  | Total |
| Rang               | Gymnaste    | Score D | Score E | Pén.   | Score 1 | Score D | Score E | Pén.   | Score 2 | Total |
| ------------------ | ----------- | ------- | ------- | ------ | ------- | ------- | ------- | ------ | ------- | ----- |
| Médaille d'or      | ????? (???) |         |         |        |         |         |         |        |         |       |
| Médaille d'argent  | ????? (???) |         |         |        |         |         |         |        |         |       |
| Médaille de bronze | ????? (???) |         |         |        |         |         |         |        |         |       |
| 4                  | ????? (???) |         |         |        |         |         |         |        |         |       |
| 5                  | ????? (???) |         |         |        |         |         |         |        |         |       |
| 6                  | ????? (???) |         |         |        |         |         |         |        |         |       |
| 7                  | ????? (???) |         |         |        |         |         |         |        |         |       |
| 8                  | ????? (???) |         |         |        |         |         |         |        |         |       |
| Rang               | Gymnaste    | Saut 1  | Saut 1  | Saut 1 | Saut 1  | Saut 2  | Saut 2  | Saut 2 | Saut 2  | Total |

##### Barres asymétriques
| Rang               | Gymnaste    | Score D | Score E | Pén. | Total |
| ------------------ | ----------- | ------- | ------- | ---- | ----- |
| Médaille d'or      | ????? (???) |         |         |      |       |
| Médaille d'argent  | ????? (???) |         |         |      |       |
| Médaille de bronze | ????? (???) |         |         |      |       |
| 4                  | ????? (???) |         |         |      |       |
| 5                  | ????? (???) |         |         |      |       |
| 6                  | ????? (???) |         |         |      |       |
| 7                  | ????? (???) |         |         |      |       |
| 8                  | ????? (???) |         |         |      |       |

##### Poutre
| Rang               | Gymnaste    | Score D | Score E | Pén. | Total |
| ------------------ | ----------- | ------- | ------- | ---- | ----- |
| Médaille d'or      | ????? (???) |         |         |      |       |
| Médaille d'argent  | ????? (???) |         |         |      |       |
| Médaille de bronze | ????? (???) |         |         |      |       |
| 4                  | ????? (???) |         |         |      |       |
| 5                  | ????? (???) |         |         |      |       |
| 6                  | ????? (???) |         |         |      |       |
| 7                  | ????? (???) |         |         |      |       |
| 8                  | ????? (???) |         |         |      |       |

##### Sol
| Rang               | Gymnaste    | Score D | Score E | Pén. | Total |
| ------------------ | ----------- | ------- | ------- | ---- | ----- |
| Médaille d'or      | ????? (???) |         |         |      |       |
| Médaille d'argent  | ????? (???) |         |         |      |       |
| Médaille de bronze | ????? (???) |         |         |      |       |
| 4                  | ????? (???) |         |         |      |       |
| 5                  | ????? (???) |         |         |      |       |
| 6                  | ????? (???) |         |         |      |       |
| 7                  | ????? (???) |         |         |      |       |
| 8                  | ????? (???) |         |         |      |       |

### Gymnastique rythmique

#### Par équipe
| Équipe |  |  |  |  | Total |
| ------ |  |  |  |  | ----- |
| ?      |  |  |  |  |       |
|        |  |  |  |  |       |
|        |  |  |  |  |       |
|        |  |  |  |  |       |
|        |  |  |  |  |       |
| ?      |  |  |  |  |       |
|        |  |  |  |  |       |
|        |  |  |  |  |       |
|        |  |  |  |  |       |
| ?      |  |  |  |  |       |
|        |  |  |  |  |       |
|        |  |  |  |  |       |
|        |  |  |  |  |       |
| ?      |  |  |  |  |       |
|        |  |  |  |  |       |
|        |  |  |  |  |       |
|        |  |  |  |  |       |
|        |  |  |  |  |       |
| ?      |  |  |  |  |       |
|        |  |  |  |  |       |
|        |  |  |  |  |       |
|        |  |  |  |  |       |
|        |  |  |  |  |       |
| ?      |  |  |  |  |       |
|        |  |  |  |  |       |
|        |  |  |  |  |       |
|        |  |  |  |  |       |
|        |  |  |  |  |       |
| ?      |  |  |  |  |       |
|        |  |  |  |  |       |
|        |  |  |  |  |       |
|        |  |  |  |  |       |
|        |  |  |  |  |       |
| ?      |  |  |  |  |       |
|        |  |  |  |  |       |
|        |  |  |  |  |       |
|        |  |  |  |  |       |
|        |  |  |  |  |       |

#### Individuel
| Rang               | Gymnaste    |  |  |  |  | Total |
| ------------------ | ----------- |  |  |  |  | ----- |
| Médaille d'or      | ????? (???) |  |  |  |  |       |
| Médaille d'argent  | ????? (???) |  |  |  |  |       |
| Médaille de bronze | ????? (???) |  |  |  |  |       |
| 4                  | ????? (???) |  |  |  |  |       |
| 5                  | ????? (???) |  |  |  |  |       |
| 6                  | ????? (???) |  |  |  |  |       |
| 7                  | ????? (???) |  |  |  |  |       |
| 8                  | ????? (???) |  |  |  |  |       |
| 9                  | ????? (???) |  |  |  |  |       |
| 10                 | ????? (???) |  |  |  |  |       |
| 11                 | ????? (???) |  |  |  |  |       |
| 12                 | ????? (???) |  |  |  |  |       |
| 13                 | ????? (???) |  |  |  |  |       |
| 14                 | ????? (???) |  |  |  |  |       |
| 15                 | ????? (???) |  |  |  |  |       |
| 16                 | ????? (???) |  |  |  |  |       |
| 17                 | ????? (???) |  |  |  |  |       |
| 18                 | ????? (???) |  |  |  |  |       |
| 19                 | ????? (???) |  |  |  |  |       |
| 20                 | ????? (???) |  |  |  |  |       |
| 21                 | ????? (???) |  |  |  |  |       |
| 22                 | ????? (???) |  |  |  |  |       |
| 23                 | ????? (???) |  |  |  |  |       |
| 24                 | ????? (???) |  |  |  |  |       |

### Trampoline

#### Individuel hommes
| Rang               | Gymnaste    | Score D | Score E | Pen. | Total |
| ------------------ | ----------- | ------- | ------- | ---- | ----- |
| Médaille d'or      | ????? (???) |         |         |      |       |
| Médaille d'argent  | ????? (???) |         |         |      |       |
| Médaille de bronze | ????? (???) |         |         |      |       |
| 4                  | ????? (???) |         |         |      |       |
| 5                  | ????? (???) |         |         |      |       |
| 6                  | ????? (???) |         |         |      |       |
| 7                  | ????? (???) |         |         |      |       |
| 8                  | ????? (???) |         |         |      |       |

#### Individuel femmes
| Rang               | Gymnaste    | D Score | E Score | Pen. | Total |
| ------------------ | ----------- | ------- | ------- | ---- | ----- |
| Médaille d'or      | ????? (???) |         |         |      |       |
| Médaille d'argent  | ????? (???) |         |         |      |       |
| Médaille de bronze | ????? (???) |         |         |      |       |
| 4                  | ????? (???) |         |         |      |       |
| 5                  | ????? (???) |         |         |      |       |
| 6                  | ????? (???) |         |         |      |       |
| 7                  | ????? (???) |         |         |      |       |
| 8                  | ????? (???) |         |         |      |       |

## Tableau des médailles

### Gymnastique artistique
| Rang  | Nation       | Or | Argent | Bronze | Total |
| ----- | ------------ | -- | ------ | ------ | ----- |
| 1     | Chine        | 1  | -      | -      | 1     |
| 2     | Japon        | -  | 1      | -      | 1     |
| 3     | Corée du Sud | -  | -      | 1      | 1     |
| TOTAL | TOTAL        | 1  | 1      | 1      | 3     |

| Rang  | Nation      | Or | Argent | Bronze | Total |
| ----- | ----------- | -- | ------ | ------ | ----- |
| 1     | Chine       | 1  | -      | -      | 1     |
| 2     | Japon       | -  | 1      | -      | 1     |
| 3     | Ouzbékistan | -  | -      | 1      | 1     |
| TOTAL | TOTAL       | 1  | 1      | 1      | 3     |

### Gymnastique rythmique
| Rang  | Nation | Or | Argent | Bronze | Total |
| ----- | ------ | -- | ------ | ------ | ----- |
| 1     | ?????  |    |        |        |       |
| 2     | ?????  |    |        |        |       |
| TOTAL |        |    |        |        |       |

### Trampoline
| Rang  | Nation | Or | Argent | Bronze | Total |
| ----- | ------ | -- | ------ | ------ | ----- |
| 1     | ?????  |    |        |        |       |
| 2     | ?????  |    |        |        |       |
| TOTAL |        |    |        |        |       |